# Этцелла
«Этцелла» — футбольный клуб из города Эттельбрук (северо-восточный Люксембург), выступает в Чемпионате Люксембурга по футболу.

## История
- 1917: Клуб основан, как FC Etzella Ettelbruck
- 1940: Клуб переименован в FV Ettelbrück во время Немецкой оккупации
- 1944: Начальное название FC Etzella Ettelbruck восстановлено
- 1971: Первый сезон в Чемпионате Люксембурга по футболу
- 1981: Переезд на стадион, Ам Дейх
- 2001: Победа в Кубке Люксембурга по футболу
- 2001: Первое выступление в еврокубках (сезон 2001-02)
- 2007: 2 место в Чемпионате Люксембурга по футболу

## Достижения
- 2 место Чемпионат Люксембурга по футболу: 1

2006-07
- Кубок Люксембурга по футболу: 1

2001-02